# Marcelo dos Santos Cipriano
Marcelo dos Santos Cipriano, noto semplicemente come Marcelo (Niterói, 11 ottobre 1969), è un ex calciatore brasiliano, di ruolo attaccante.

## Palmarès

### Giocatore

#### Competizioni nazionali
- Segunda Liga: 1

Tirsense: 1993-1994
- Coppa del Portogallo: 1

Benfica: 1995-1996